# Клещёва, Дарья Александровна
Дарья Александровна Клещёва (род. 22 января 1998) — российская гимнастка.

## Карьера
В 2015 году стала победительницей Европейских игр, затем выиграла две золотые медали на чемпионате мира в Штутгарте в групповом многоборье и в упражнении с шестью булавами/двумя обручами. На 2025 год является тренером в Центре Гимнастики Винер.
Замужем за Вячеславом Федорченко (Серебряный призер Молодежного чемпионата Единой лиги ВТБ в составе «Триумф-2» (Люберцы), бронзовый призер ДЮБЛ (2010/11) в составе ЦСКА-ДЮБЛ, выступал за юношескую сборную России (U19) на ЧМ-2013, юниорскую сборную России (U18) на ЧЕ-2013 и кадетскую сборную России (U16) на ЧЕ-2011). В 2019 у них родилась дочь Мария, в 2025 родился сын.